# Râul Gilort
Râul Gilort este un curs de apă, afluent de stânga al râului Jiu.

## Imagini

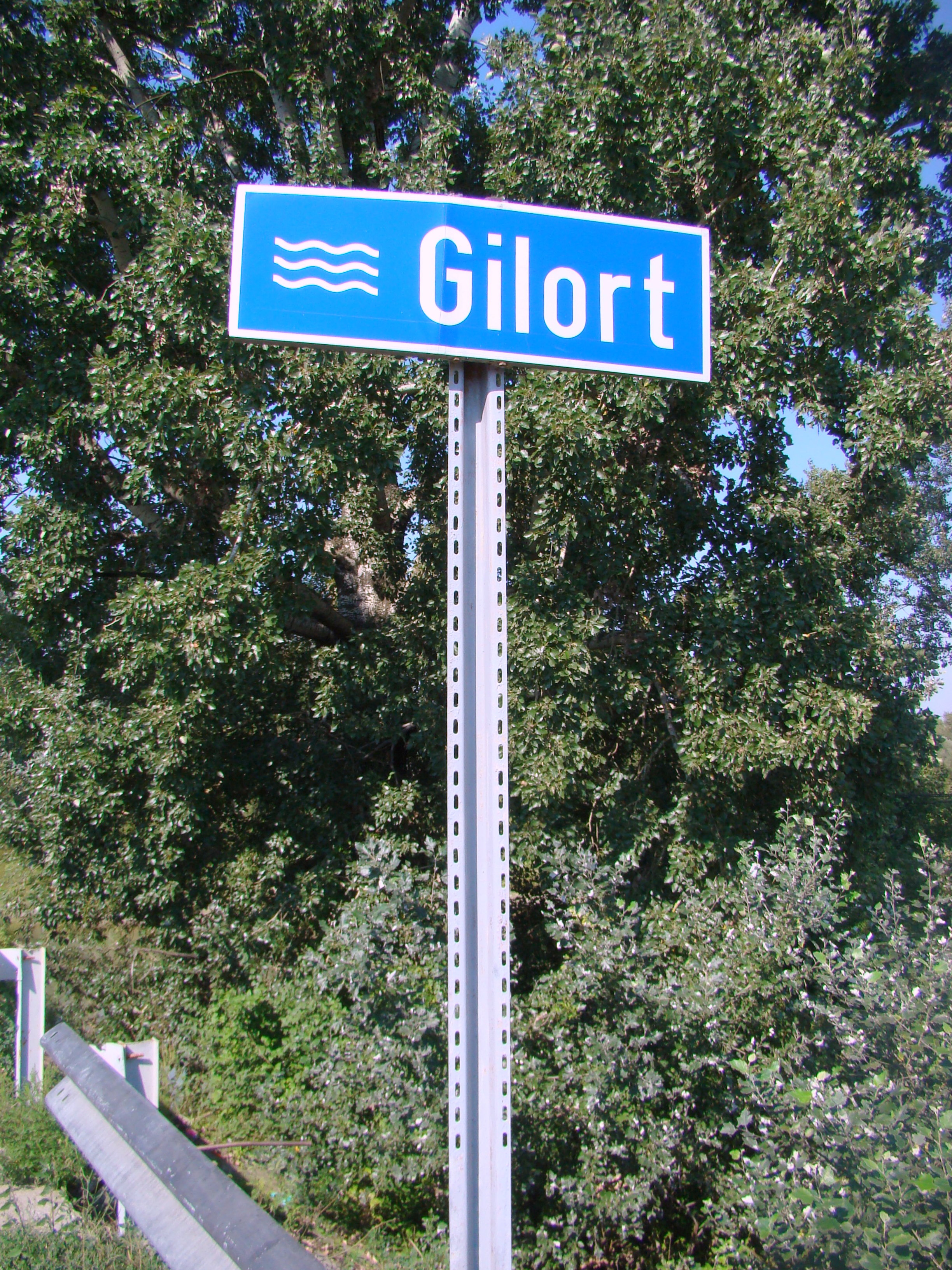
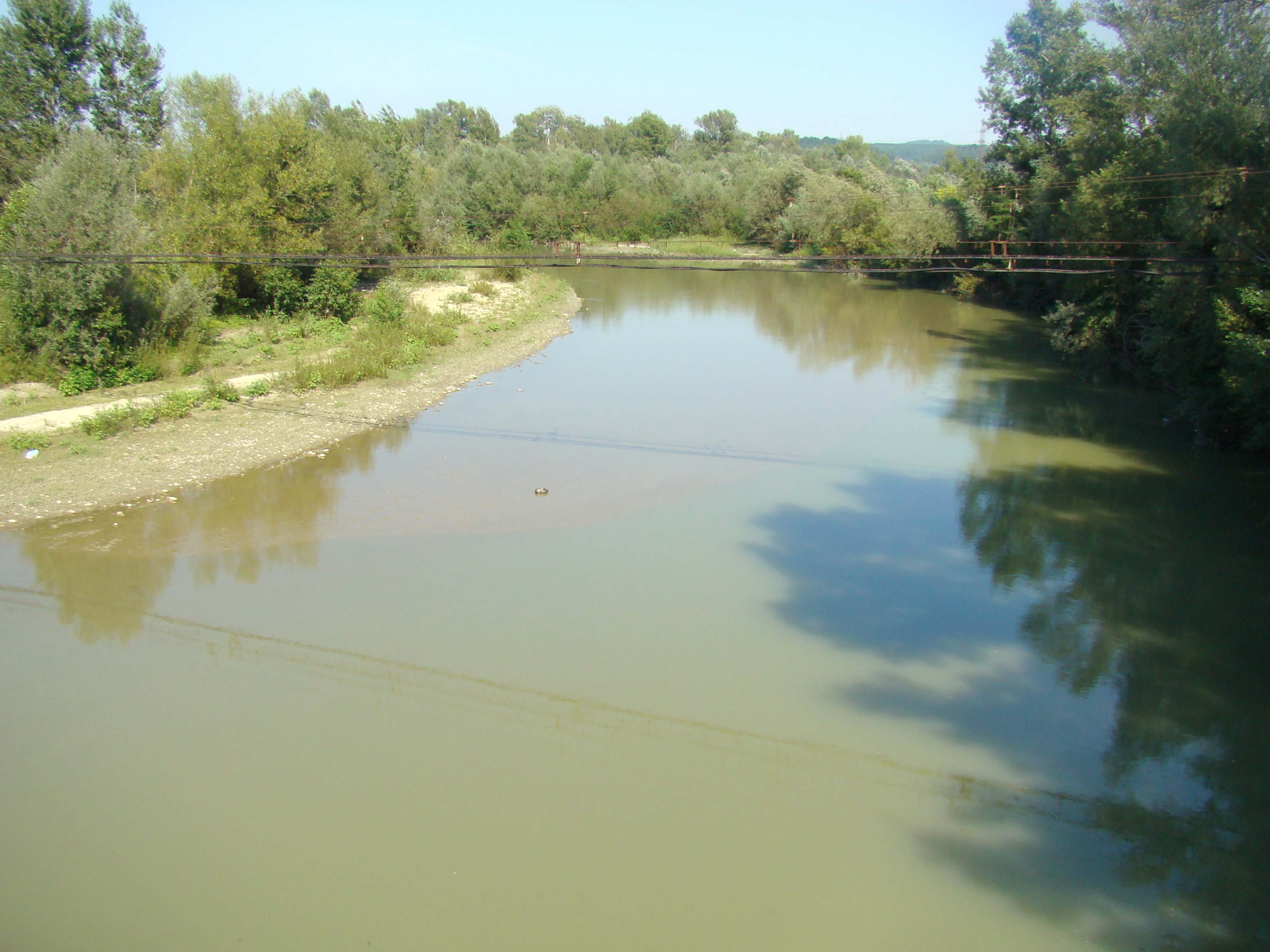

## Hărți
- Harta Munților Parâng [nefuncțională – arhivă]